# Массаро, Эшли
Э́шли Мари́я Масса́ро (англ. Ashley Marie Massaro, 26 мая 1979, Бабилон, Нью-Йорк, США — 16 мая 2019, Смиттаун, Нью-Йорк, США)) — американский рестлер, менеджер и валет, а также модель и актриса
. Она наиболее известна работой в WWE и появлением в сезоне Survivor: China.
Массаро дебютирует в рестлинге как участница конкурса талантов «WWE Поиск Див 2005», в котором она становится победительницей, и исходя из правил подписывает годовой контракт с WWE, получая денежный выигрыш в сумме 250 000 долларов. Первым фьюдом Массаро стала вражда против трио хилов «Дьяволицы Винса» (Торри Уилсон, Кэндис Мишель и Виктория). Позже, Массаро стала менеджером командных чемпионов Пола Лондона и Брайана Кендрика. Её неплохие результаты были вознаграждены матчем на Рестлмании 23 против Мелины за женское чемпионство, а также матчем с «дровосеками» от Playboy на Рестлмании XXIV. Массаро закончила карьеру рестлера в середине 2008 года. Во время своего пребывания в WWE, Массаро появилась на обложках нескольких журналов, в том числе и Playboy в апреле 2007 года Помимо этого, она выступила в качестве гостя на различных телешоу, а также снималась в музыкальных клипах.

## Личная жизнь
Массаро выросла в городе Бабилон, где её отец и брат занимались любительским рестлингом. Она получила степень бакалавра в области коммуникаций в Нью-Йоркском университете.
Какое-то время Массаро встречалась с Мэтом Харди, затем с Полом Лондоном, после которого у неё были отношения с барабанщиком группы Simple Plan Чаком Комо.
У Массаро есть дочь по имени Алекса «Лекси» Массаро (родилась прим. в 2000 году). В связи с тем, что Алекса тяжело заболела, Массаро вынуждена была покинуть WWE в середине 2008 года, чтобы ухаживать за ней.
Массаро имела несколько татуировок и пирсинг на губе.
В ноябре 2016 года, Массаро присоединилась к групповому иску против WWE, возбужденному Константином Киросом, который был вовлечен в ряд других судебных процессов против них, утверждая, что компания скрывала риски травм, которые нанесли им неврологический ущерб. Массаро также утверждала, что подверглась сексуальному насилию на военной базе США во время тура WWE по Кувейту. WWE принесли свои извинения, однако, убедили её не сообщать об этом надлежащим органам. Иск был отклонен в конце 2018 года. После её смерти, WWE сообщили, что в октябре 2018 года, они получили электронное письмо от Массаро, в котором она выразила сожаление по поводу участия в судебном процессе. Аффидевит Массаро, подробно описывающий обвинения в сексуальном насилии, был опубликован юридической фирмой, которая представляла её интересы после смерти. Позже, WWE заявили, что тамошние руководители не были проинформированы об обвинениях, описанных в показаниях под присягой.

## Смерть
15 мая 2019 года Массаро закончила отвечать на письма фанатов. Позже, ночью, Массаро не появилась на работе: она вела рубрику на радиостанции города Смиттаун «WWSK-FM», попросив другого диджея заменить её. Утром следующего дня Массаро была обнаружена лежащей без сознания в своей квартире в Смиттауне, штат Нью-Йорк; по дороге в больницу она скончалась за 10 дней до своего 40-летия.
19 мая 2019 года на PPV «Money in the Bank» WWE почтили память Массаро, продемонстрировав её изображение в начале шоу. Прощание с Массаро состоялось в тот день и на следующий в филиале похоронного бюро в Смиттауне. 21 мая она была похоронена на кладбище епископальной церкви Сент-Джеймс в Сент-Джеймсе, Нью-Йорк.
Сообщив о её кончине, некоторые новостные агентства, все со ссылкой на сайт TMZ, заявили о смерти Массаро как о самоубийстве. Другие, включая CNN и The Nation, этого не сделали. Бюро судебно-медицинской экспертизы округа Саффолк не обнародовало официальную причину смерти, сославшись на закон штата Нью-Йорк о неприкосновенности частной жизни, который позволяет скрывать информацию, которая «представляла бы собой необоснованное вторжение в личную жизнь». В сентябре 2021 года в статье USA Today говорилось, что её смерть наступила в результате самоубийства; газета написала, что её кончина (наряду с самоубийствами рестлеров Ханы Кимуры и Даффни в последующие два года) «усилила опасения» по поводу психического здоровья в индустрии профессионального рестлинга.
Массаро сприняла участие в съемках музыкального клипа по предотвращению самоубийств, снятом её коллегой по WWSK Брайаном Орландо, который записал песню с Брэндоном Б. Брауном, Винни Домброски и Кевином Мартином. После её смерти Орландо отказался от планов выпустить музыкальное видео. Однако с благословения её семьи видеоклип был выпущен в июле 2020 года.

## В рестлинге
- Завершающие приёмы
  - Diving crossbody — 2005—2006[34][35]
  - Starstruck — 2006—2008[36]
  - Hurricanrana pin — 2005—2008
  - Spear — 2005—2008
- Любимые приёмы
  - Headscissors takedown[37][38]
  - Monkey flip
  - Roll-up, sometimes out of an corner
  - La Magistral
- Была менеджером рестлеров
  - Триш Стратус
  - Микки Джеймс
- Музыкальные темы
  - Be Yourself" от Audioslave[39]
  - «Bleed Suckers» от Jim Johnston (2006—2007)
  - «Light a Fire» от Nuts in a Blender (2007—2008)[40]

## Достижения и чемпионства
- World Wrestling Entertainment
  - WWE Поиск Див 2005 (победительница)[41]